# Dalaas
Dalaas ist eine Gemeinde mit 1627 Einwohnern (Stand 1. Jänner 2025) im österreichischen Bundesland Vorarlberg im Bezirk Bludenz.

## Geografie

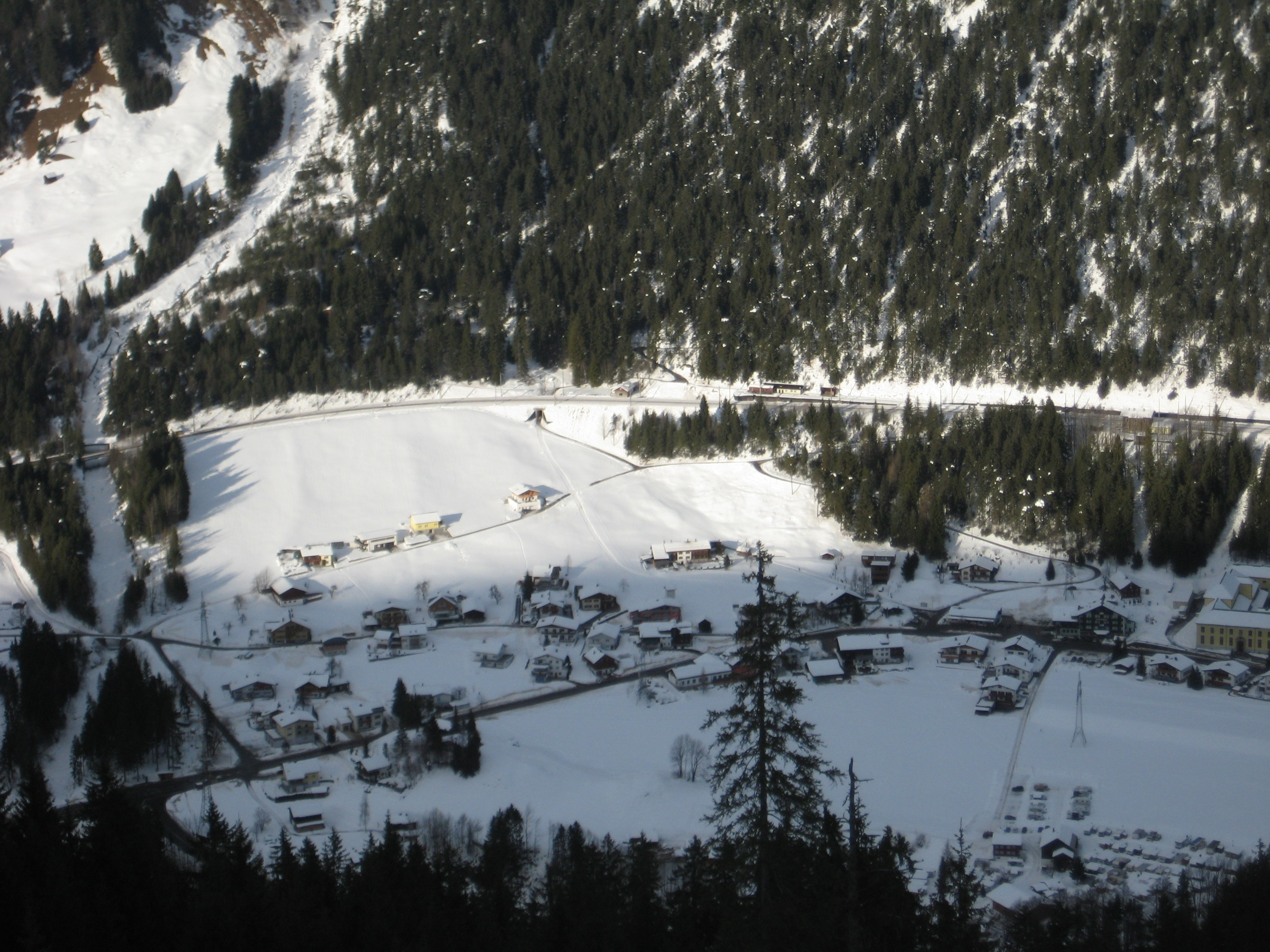
Ortsteil Wald aus dem Skilift aufgenommen, Blickrichtung Norden. Arlbergbahn mit (li.) Glongtobelbrücke und (re.) Einfahrt Bahnhof Wald am Arlberg

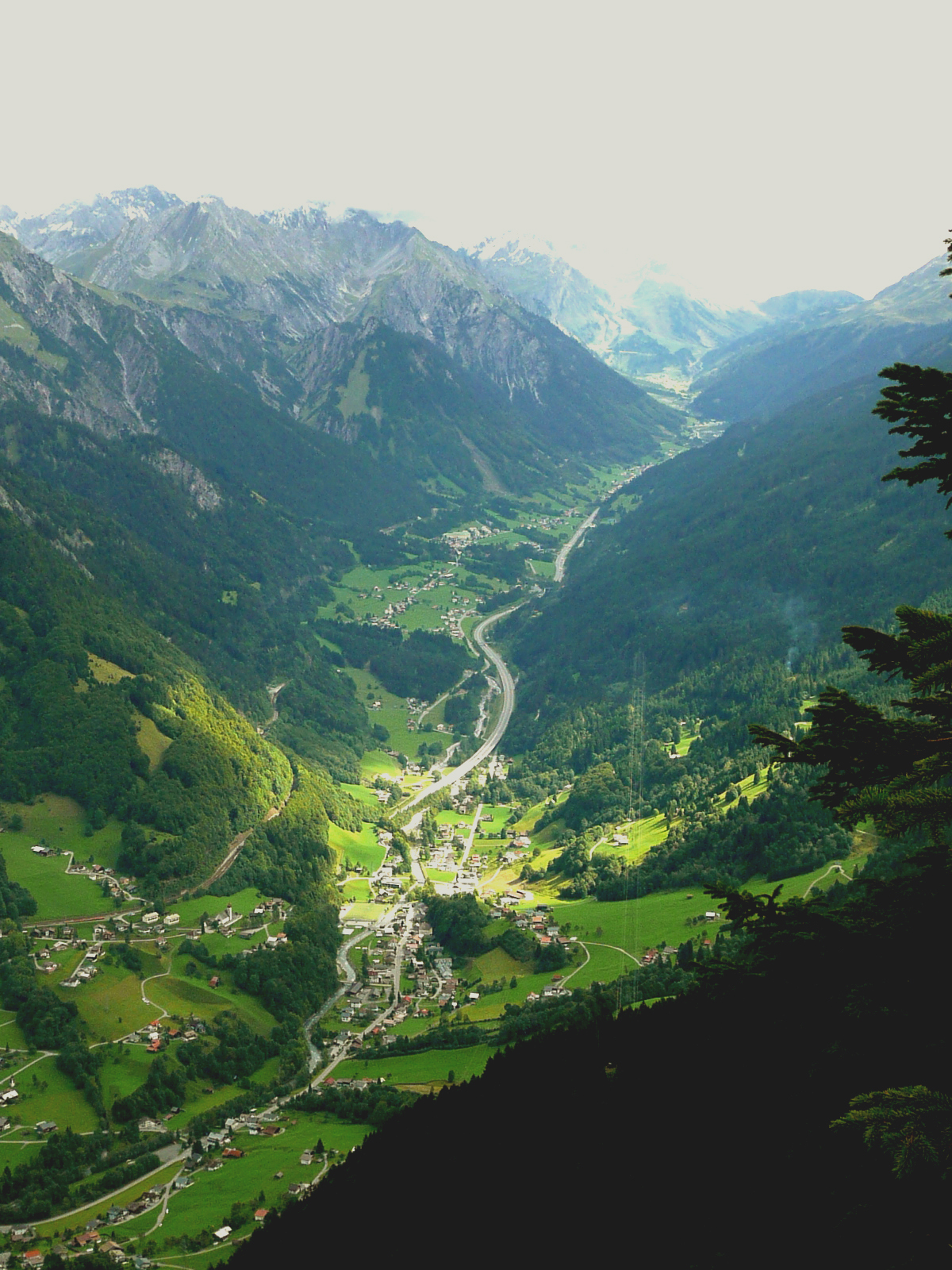
Blick auf den Dalaaser Tunnel und Dalaas; Blickrichtung Osten: Am linken Hang die Arlbergbahn mit dem Ostkopf des Bahnhofs Dalaas

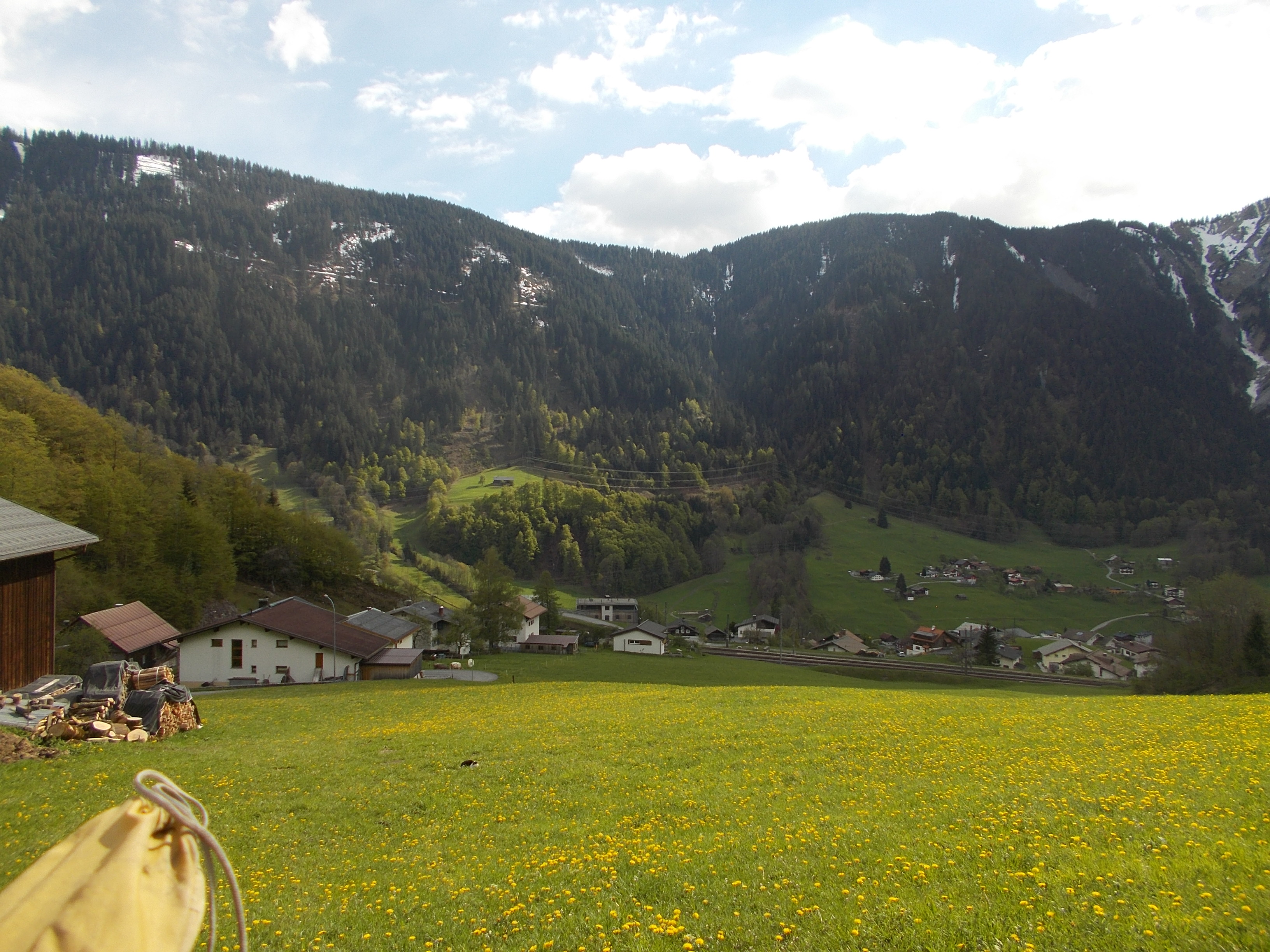
Dalaas mit Arlbergbahn und Kristbergsattel im Hintergrund

Das Gebiet von Dalaas wird durch das Klostertal gekennzeichnet, das von Ost nach West von der Alfenz (angebunden an das Flusssystem des Rheins) durchflossen und an ihr entlang durch die Arlbergbahn und die Arlberg Schnellstraße (S16/E60) durchquert wird.
Im Norden des Dalaaser Gebiets findet sich das Lechquellengebirge mit dem Formarinsee im Nordwesten. In der westlichen Mitte findet sich der Spullersee der sein Wasser letztlich an die Alfenz liefert. Im Süden finden sich kleinere Teile der weitaus größeren Verwallgruppe.
Der Ortskern selbst liegt im Talgrund nahe der Alfenz auf ca. 835 Metern Höhe zu Füßen des Lechquellengebirges (früher auch „Klostertaler Alpen“ genannt). 28,4 Prozent der Fläche sind bewaldet, 25,6 Prozent der Fläche sind Alpen.

### Gemeindegliederung
Das Gemeindegebiet umfasst folgende zwei Ortschaften (in Klammern Einwohnerzahl Stand 1. Jänner 2025):
- Dalaas (1002)
- Wald am Arlberg (625)

Die Gemeinde besteht aus der Katastralgemeinde Dalaas.
Ortsteile der Gemeinde sind der Hauptort Dalaas und das etwas weiter taleinwärts, dem Arlberg und der Nachbargemeinde Klösterle zugewandt, gelegene Wald am Arlberg.

### Nachbargemeinden
Das Gemeindegebiet von Dalaas grenzt an das von sieben anderen Gemeinden im Bezirk Bludenz. Im Uhrzeigersinn um Dalaas herum, beginnend im Norden, liegen die Gemeinden Sonntag im Großen Walsertal, Lech, Klösterle, Silbertal, Bartholomäberg, Innerbraz und Raggal. Die Nachbargemeinden Klösterle und Innerbraz liegen ebenso wie Dalaas im Klostertal, wobei Klösterle taleinwärts am Beginn des Klostertals am Arlbergpass und Innerbraz talauswärts in Richtung der Bezirkshauptstadt Bludenz gelegen ist. Aufgrund der Tallage gibt es auch nur mit diesen beiden Nachbargemeinden eine direkte Straßenverbindung von Dalaas aus.
| Raggal         | Sonntag                                     | Lech      |
| Innerbraz      | Kompassrose, die auf Nachbargemeinden zeigt | Klösterle |
| Bartholomäberg | Silbertal                                   |           |

## Geschichte
Dalaas hat sich aus einer schon um 1300 bestehenden Bergwerksiedlung entwickelt. Die Habsburger regierten die Orte in Vorarlberg wechselnd von Tirol und Vorderösterreich (Freiburg im Breisgau) aus.
Das gesamte Hinterland des Walgaues, insbesondere auch das Klostertal, galt als Bergbaugebiet. Ein Schwerpunkt der Bergbautätigkeit lag um 1355 am Nordhang des Kristberges bei Dalaas.
Eine Vorarlberg-Karte von 1783 notiert den Ort abweichend zu Heute mit der Schreibweise „Talas“ und dem Herrschaftsgebiet Sonnenberg (von Braz bis Stuben) zugehörig.
Von 1805 bis 1814 gehörte der Ort zum Königreich Bayern, dann wieder zu Österreich. Zum österreichischen Bundesland Vorarlberg gehört Dalaas seit der Gründung des Vorarlberger Landtages 1861.
1884 wurde die Arlbergbahn und mit ihr der Bahnhof Dalaas in Betrieb genommen.
Im Juni 1910 wurde der Ort von einem verheerenden Jahrhunderthochwasser heimgesucht: Es kamen starke Regenfälle und die verspätete Schneeschmelze nach einem überaus schneereichen Winter zusammen. Die fruchtbaren Talböden wurden eingeschottert und für die Landwirtschaft unbrauchbar. Dalaas wurde besonders durch das Toben der Alfenz sehr stark in Mitleidenschaft gezogen.
Am 29. April 1945 überschritten französische Truppen die Vorarlberger Grenze bei Lochau und Hohenweiler. Bevor sie am 6. Mai den Arlberg erreichen konnten, lieferten ihnen Einheiten der Wehrmacht und der SS noch Kämpfe bei Bregenz, Götzis, Bings und Dalaas, welche Todesopfer auch unter der Zivilbevölkerung forderten und Sachschäden verursachten.
Der Ort war 1945 bis 1955 Teil der französischen Besatzungszone in Österreich.
Im Jänner 1954 wurde Dalaas von einer Lawinenkatastrophe heimgesucht.

### Bevölkerungsentwicklung
Der Ausländeranteil lag Ende 2002 bei 6,3 Prozent.

## Kultur und Sehenswürdigkeiten

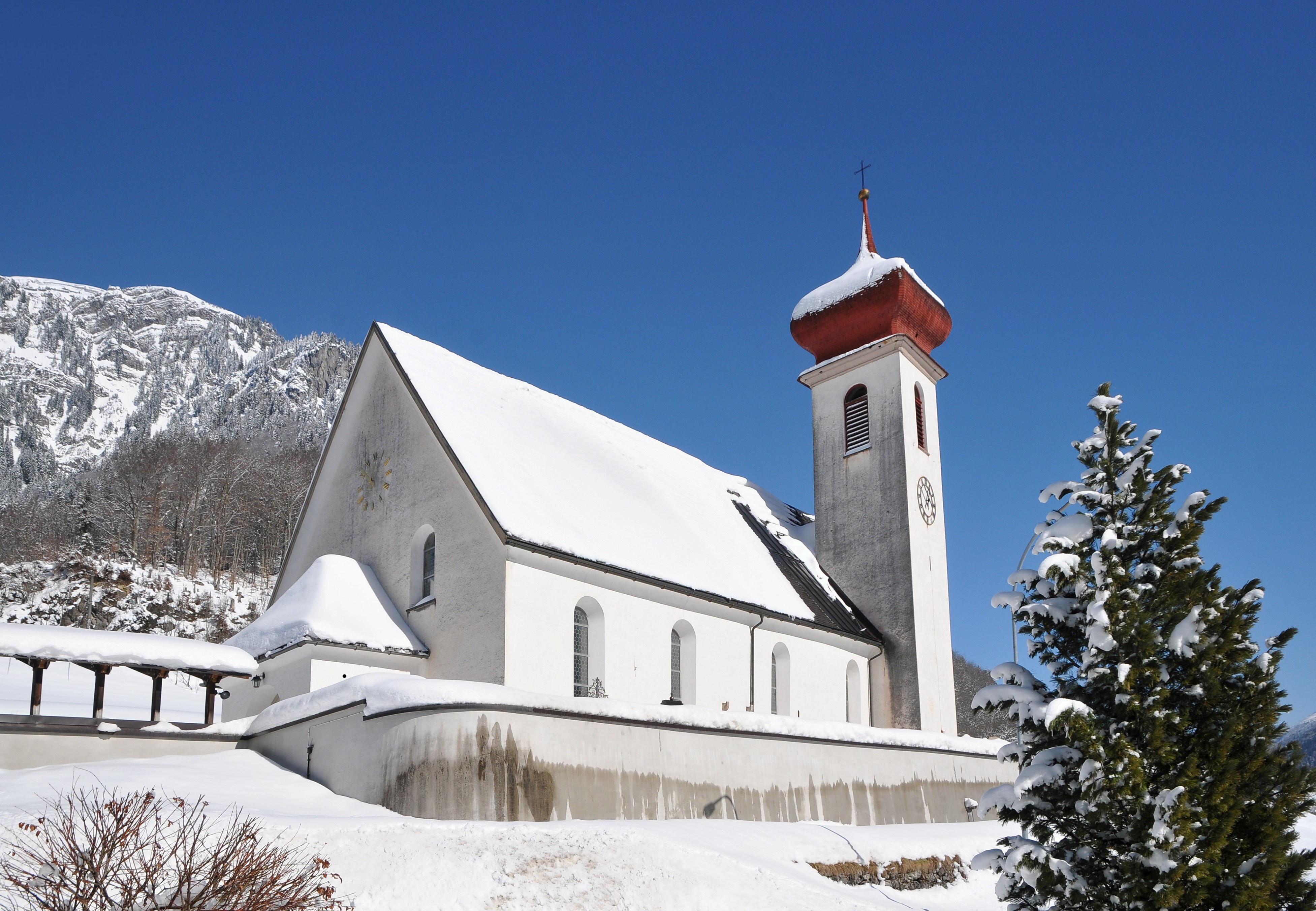
Pfarrkirche Dalaas

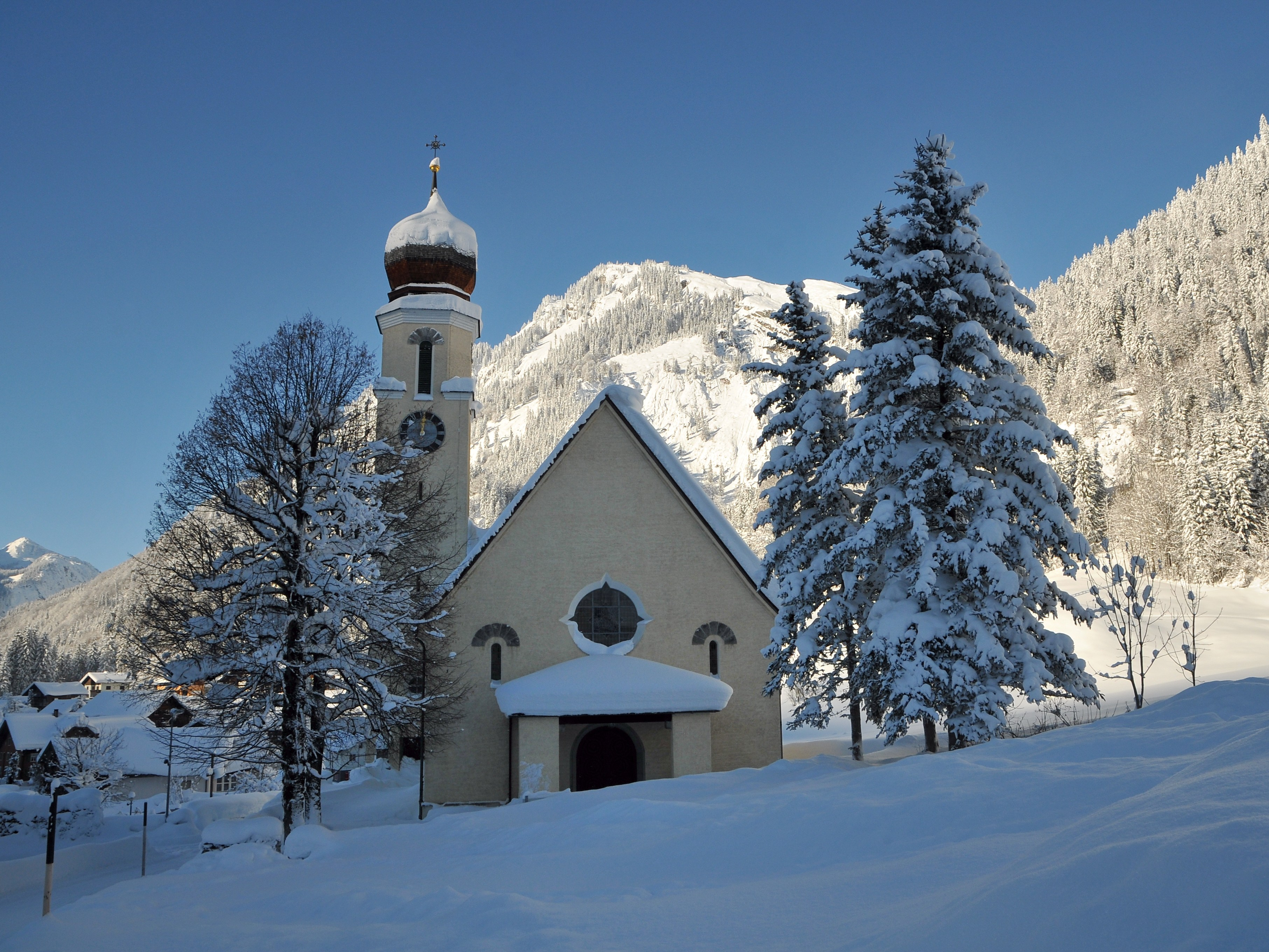
Pfarrkirche Wald am Arlberg

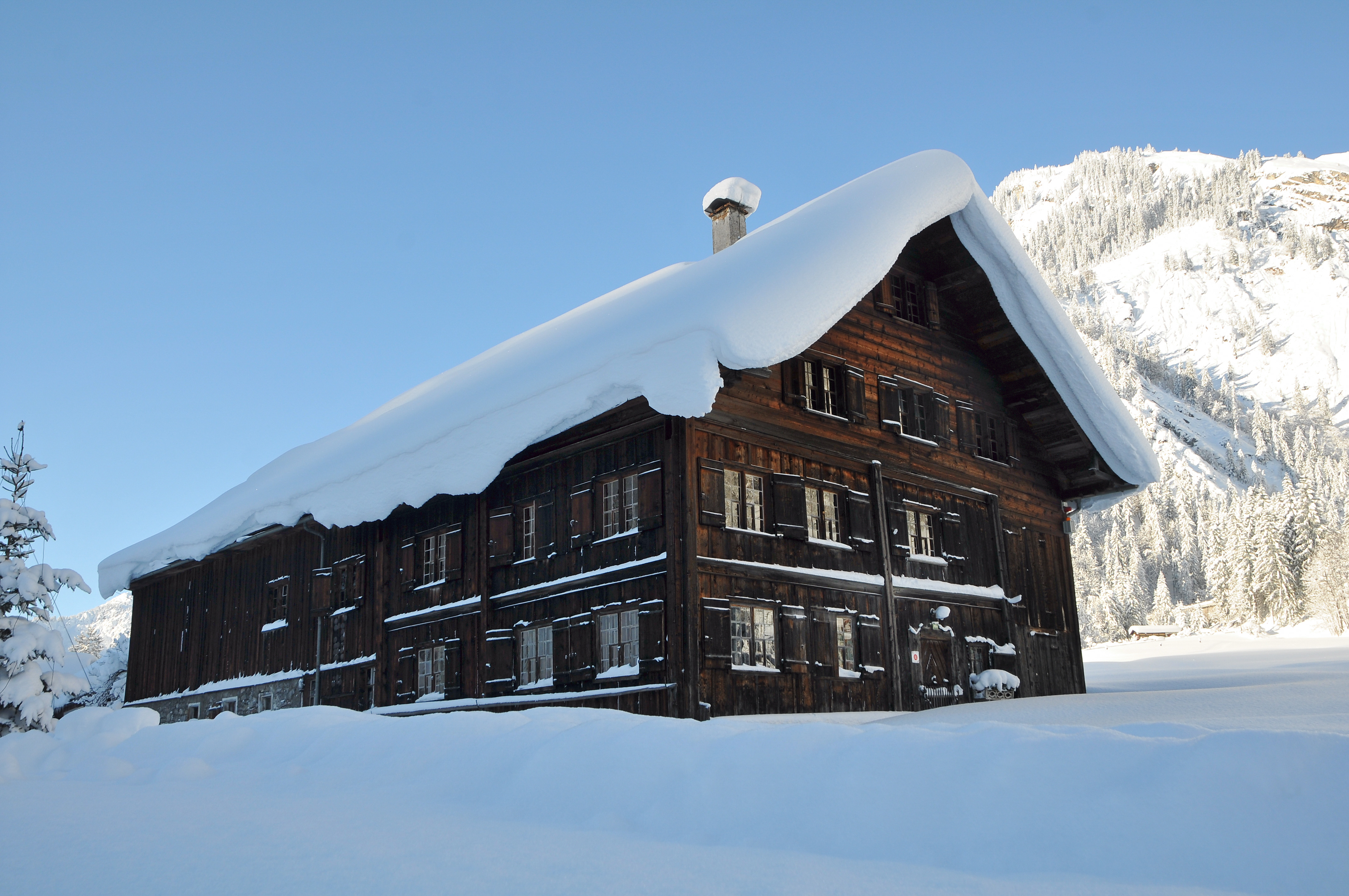
Klostertal-Museum

- Katholische Pfarrkirche Dalaas hl. Oswald
- Katholische Pfarrkirche Wald am Arlberg hl. Anna
- Klostertal-Museum: Das Heimatmuseum steht in der Ortschaft Wald am Arlberg

## Wirtschaft und Infrastruktur
Im Jahr 2003 gab es 24 Betriebe der gewerblichen Wirtschaft. Lohnsteuerpflichtige Erwerbstätige arbeiteten 728.
Der Tourismus ist ein wichtiger Wirtschaftszweig. Die Anzahl der Übernachtungen stieg von 57.000 im Jahr 2011 auf 92.000 im Jahr 2019 und ging im COVID-Jahr 2020 auf 71.000 zurück.

## ÖBB-Kraftwerk Spullersee
In der Ortschaft Wald am Arlberg, wurde von den ÖBB in den Jahren 1919 bis 1925 Bahnstromkraftwerk Spullersee errichtet. Von 2019 bis 2021 wurde das Kraftwerk modernisiert und das 100-Jahr-Jubiläum 2025 mit einer Sonderbriefmarke gefeiert.

### Verkehr
Bahnhof Dalaas

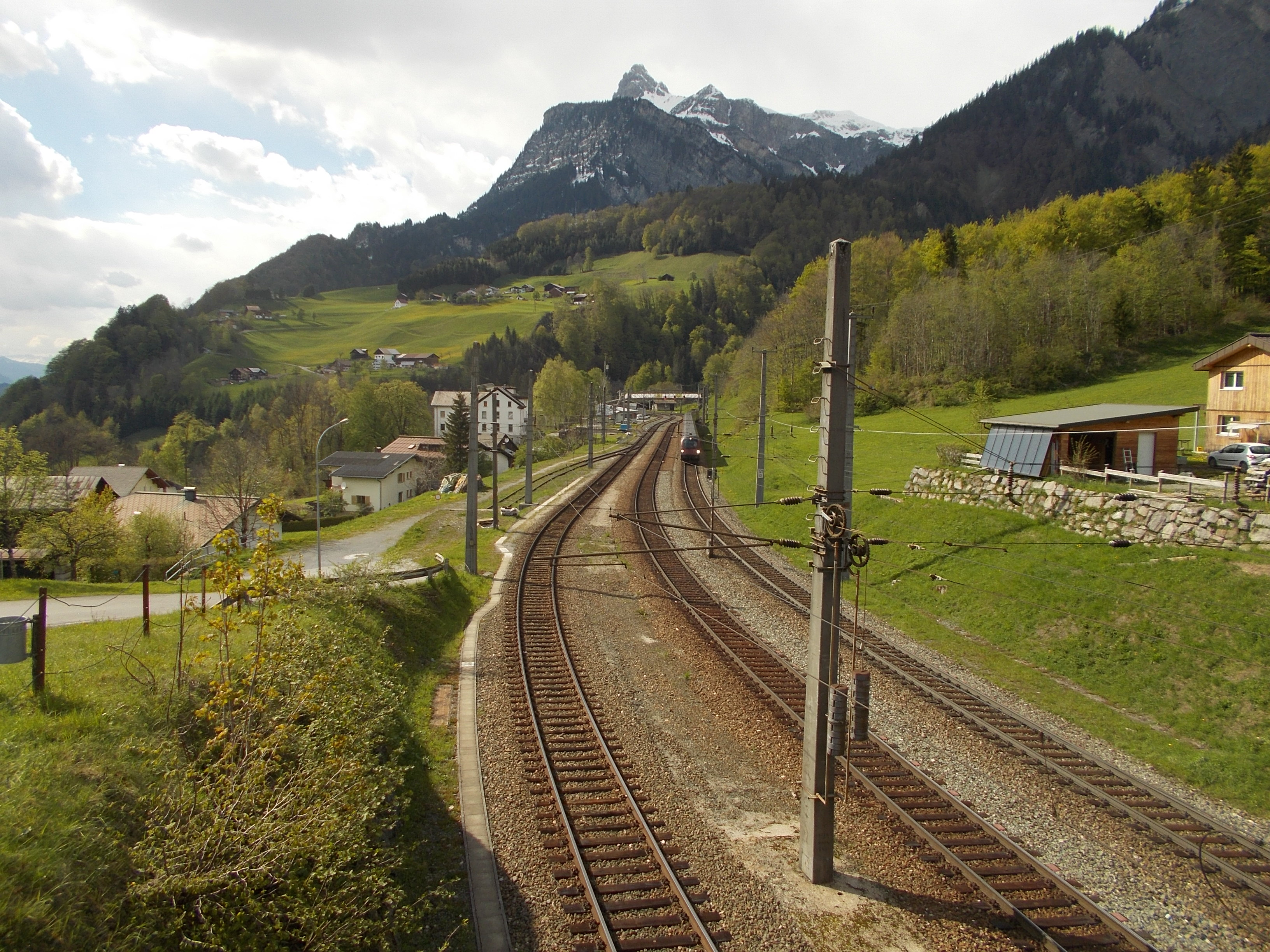
Bahnhof Dalaas (Blick talauswärts) mit dem Roggelskopf (2284 m) im Hintergrund

Dalaas liegt an der Arlbergbahn zwischen Langen am Arlberg und Bludenz. Der Bahnhof Wald am Arlberg, welcher im Gemeindegebiet von Dalaas liegt, wurde vor Jahren geschlossen. Der Dalaaser Bahnhof ist weiterhin besetzt, dient jedoch nur als Ausweich- und Kreuzungsstelle für die im Bereich Dalaas eingleisige Bahnstrecke. Die Buslinie 720 Stuben – Bludenz führt im Talgrund durch den Ort und sorgt stattdessen für eine Anbindung an das öffentliche Verkehrsnetz. Das jetzige Bahnhofsgebäude ist nach der Lawinenkatastrophe von 1954 neu errichtet worden. Die Muttentobellawine schleuderte am 12. Jänner 1954 eine 120 t schwere Lokomotive samt einiger Schnellzugwagen vom Gleis. Die Lok kam teilweise vor dem Bahnhofsgebäude zum Liegen und schützte es mit ihrem Gewicht vor dem Druck der Schneemassen. Der Teil des Gebäudes, der nicht von der Lok geschützt war, wurde weggerissen. Dabei starben zehn Menschen (die darin wohnende Eisenbahnerfamilie sowie im Wartesaal befindliche Reisende des Zuges, der aufgrund der lawinenbedingten Streckensperre schon am Vormittag des 11. Jänner in Dalaas angehalten worden war).
Schon am 13. Jänner 1924 bot das Bahnhofsgelände ein Bild der Verwüstung: 14 Wagen eines bergauf fahrenden Güterzuges rissen im damaligen Großtobeltunnel, gut 1 km vor Langen am Arlberg, bei einer Zugtrennung von den Lokomotiven ab. Sie rollten rückwärts, rasten nach einer Geisterfahrt über mehr als 9 km schließlich mit weit über 100 km/h auf den Bahnhof Dalaas zu und konnten dort nur noch durch eine absichtlich herbeigeführte Entgleisung gestoppt werden.
Dalaaser Tunnel
Die Arlberg Schnellstraße S16 führt durch den 1810 Meter langen, einröhrigen Dalaaser Tunnel. Er dient der Ortsumgehung von Dalaas. Über dem Tunnel sind ca. 90 bis 100 Meter Deckgebirge.

### Bildung
- In Dalaas und Wald gibt es zwei Kindergärten und (Stand Januar 2003) 87 Schüler.
- Volksschule Dalaas

## Politik

### Gemeindevertretung

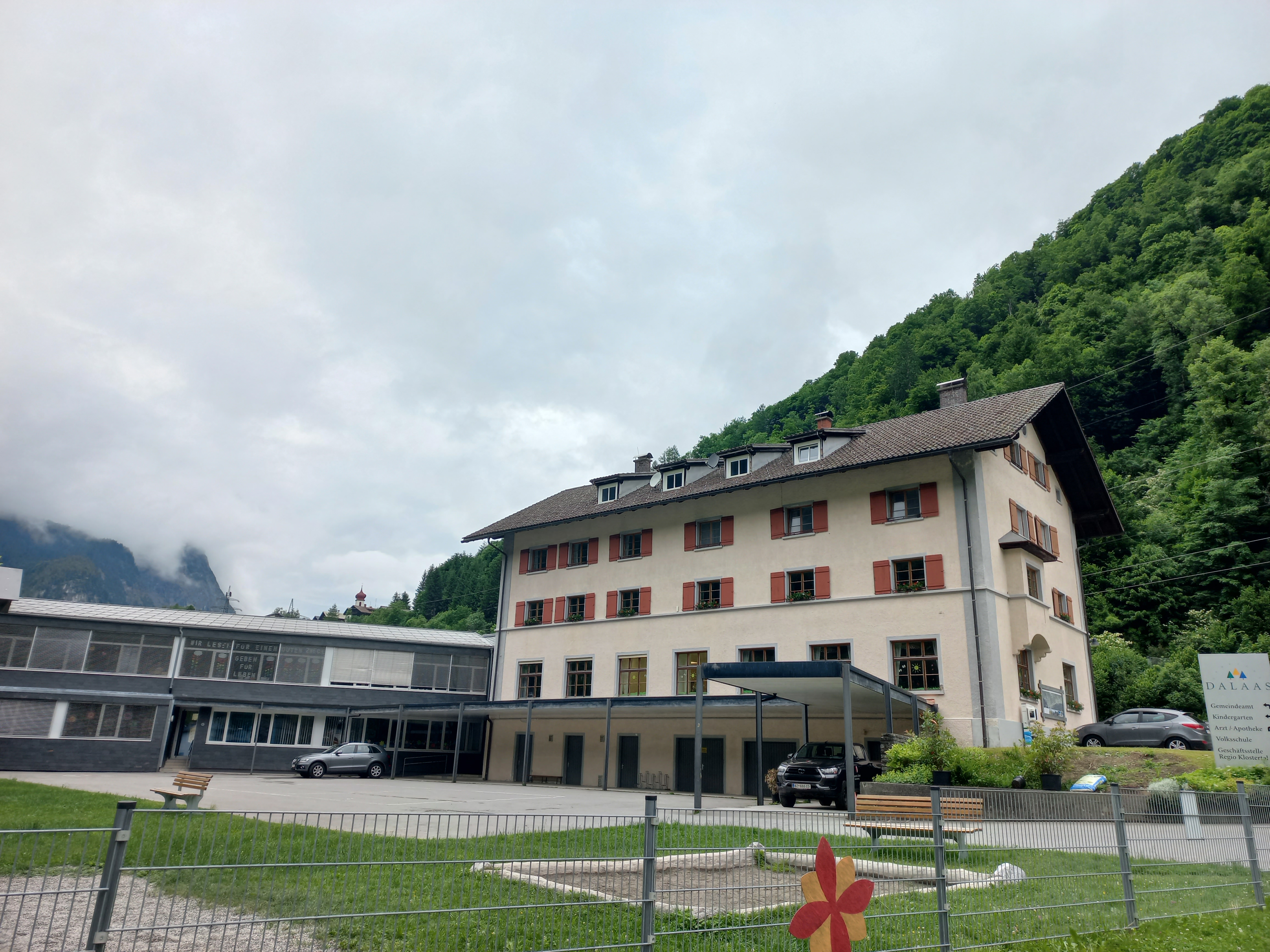
Schule und Rathaus der Gemeinde Dalaas

In Vorarlberg wählen die Bürger alle fünf Jahre die Mitglieder der Gemeindevertretung durch Ankreuzen eines Listen-Wahlvorschlages bzw. durch Mehrheitswahl wenn kein Listenvorschlag vorliegt. Weiters den Bürgermeister durch Ankreuzen eines Wahlvorschlages.
Die Gemeindevertretung wählt in der konstituierenden Sitzung aus ihrer Mitte – sofern keine Wahl durch die Bürger zustande kam – gemäß § 61 Gemeindegesetz einen Bürgermeister und dann einen mindestens dreiköpfigen Gemeindevorstand. Die Zahl dieser „Gemeinderäte“ darf aber gemäß § 55 den vierten Teil der Zahl der Gemeindevertreter nicht übersteigen.
Der Bürgermeister führt den Vorsitz bei den generell öffentlichen Sitzungen der Gemeindevertretung, in denen kommunale Belange besprochen und Beschlüsse gefasst werden. Beobachter haben kein Mitspracherecht und kein Stimmrecht. Die Gemeindevertretung kann nach Bedarf Ausschüsse bestellen. Sitzungen des Gemeindevorstandes und der Ausschüsse sind nicht öffentlich.

#### Sitzverteilung nach den Wahlen
- Gemeindevertretungswahlen 1985: ÖVP-Dalaas-Wald 9, SPÖ 3, FPÖ 3.[16]
- Gemeindevertretungswahlen 1990:  ÖVP-Dalaas-Wald 9, SPÖ 3, FPÖ 3.[17]
- Gemeindevertretungswahlen 1995: ÖVP u. Bürgerliste Dalaas/Wald 11,  Die Freiheitl. 4, SPÖ 3.[18]
- Gemeindevertretungswahlen 2000: Bgm. Ernst Fritz VP und Bürgerliste Dalaas–Wald 8, FPÖ 4, SPÖ 3.[19]
- Neuwahl am 30. Juni 2002: ÖVP 18 Anmerkung

Anmerkung Im Jahr 2002 traten die 10 Mandatare der SPÖ und FPÖ zurück und erzwangen damit eine Neuwahl. Die Anmeldung der Listen der SPÖ und der FPÖ erfolgte wohl zu spät, weshalb die ÖVP alle 18 Mandate erzielte.
- Gemeindevertretungswahlen 2005: Oswald Wachter VP 8, SPÖ 6, Parteiunabhängige Bürgerliste & Freiheitliche 5.[21]
- Gemeindevertretungswahlen 2010: Bgm: Christian Gantner – GEMEINSAM für Dalaas–Wald 13, Freiheitliche 3, SPÖ 2.[22]
- Mangels wählbarer Listen erfolgten die Gemeindevertretungswahlen 2015, 2020 und 2025 per Mehrheitswahl.[22][23][24][25]

### Bürgermeister
- 1945–1947 Eugen Wachter[26]
- 1947–1954 Karl Gantner[26]
- 1954–1955 Erwin Ganahl[26]
- 1955–1971 Herbert Neßler[26]
- 1971–2005 Ernst Fritz (ÖVP)[26][27]
- 2005–2005 Oswald Wachter[26][28][29][30]
- 2005–2018 Christian Gantner[31]
- seit 2018 Martin Burtscher[32]

### Wappen
Das Wappen wurde 1970 verliehen.
Beschreibung: Im gespaltenen Schild vorn in Rot ein schwarzes gekreuztes Bergwerkshammerpaar und im silbernen Feld drei bewurzelte grüne Tannen.

## Persönlichkeiten

### Söhne und Töchter der Gemeinde
- Günter Haiden (1926–2004), Politiker (SPÖ), Bundesminister für Land- und Forstwirtschaft
- Ernst Fritz (1945–2018), von 1971 bis 2005 Bürgermeister, Landtagsabgeordneter (ÖVP)
- Manfried Gantner (* 1945), Wirtschaftswissenschaftler
- Matthias Strolz (* 1973), Nationalratsabgeordneter (NEOS)
- Christian Gantner (* 1980), Politiker (ÖVP), Bürgermeister und  Landtagsabgeordneter

### Mit der Gemeinde verbundene Persönlichkeiten
- Leopold Berthold (* 1967), Politiker (SPÖ)
- Josef Brunner (* 1959), Politiker (FPÖ) und Versicherungskaufmann